# 장수길 (관료)
장수길(張壽吉, 1911년 2월 21일 ~ ?)은 일제강점기의 관료로, 본적은 서울특별시 종로구 혜화동이다.

## 생애
1935년 10월 고등문관시험 행정과에 합격했다. 1936년 3월 도쿄 제국대학 정치학과를 졸업한 뒤 경기도 내무부 학무과 속(屬)으로 근무하기 시작했고, 조선총독부 재무국 세무과 속(1937년 ~ 1938년 10월 31일), 조선총독부 재무국 이재과 사무관(1938년 11월 1일 ~ 1945년 4월 16일)을 역임했다. 1938년 11월 10일 조선총독부 저축장려위원회 간사로 선임되었으며, 1939년 11월 30일 조선총독부 화약위원회 간사, 1940년 2월 20일 조선총독부 세무관리양성소 강사로 각각 선임되었다.
중일 전쟁 당시 군수품 조달과 통관절차 간소화, 관세 면제 및 관련 특별법 제정 및 개정에 주력했으며, 1940년 4월 29일 중일 전쟁에 협력한 공로를 인정받아 일본 정부로부터 훈6등 서보장을 받았다. 1941년 조선총독부 재무국 관리과 사무관을 겸직하는 동안 임시자금조정법 개정, 국내자금조사규칙 등의 입안 및 심의에 참여하는 한편, 생산력 확충, 저축장려 등에 관한 업무를 수행하여 일본의 침략 전쟁에 적극 협력했다.
제14회(1941년 7월 16일)·제15회(1942년 11월 10일)·제16회(1943년 8월 30일) 세무강습회 강사로 활동하기도 했으며, 1945년 3월 10일 조선총독부 지방관리양성소 강사, 1945년 4월 17일 경성부 사무관으로 각각 선임되었다. 1945년 5월 5일부터 8월 광복 때까지 경성부윤 관방조사실 주간을 역임했으며, 1942년 12월 15일 종6위, 1944년 12월 28일에 고등관 4등에 각각 서위되었다.
친일파 708인 명단의 조선총독부 사무관 부문, 민족문제연구소의 친일인명사전 수록자 명단의 관료 부문, 친일반민족행위진상규명위원회가 발표한 친일반민족행위 705인 명단에 포함되었다.

## 참고자료
- 친일반민족행위진상규명위원회 (2009). 〈장수길〉. 《친일반민족행위진상규명 보고서 Ⅳ-15》. 서울. 449~457쪽.